# Tomislav Dujmović
Tomislav Dujmović (* 26. Februar 1981 in Zagreb) ist ein ehemaliger kroatischer Fußballspieler. Er spielt seit 2010 bei Dynamo Moskau in der Premjer-Liga, der höchsten russischen Spielklasse.

## Karriere
Dujmović begann seine Karriere in der Jugend von Dinamo Zagreb, wo er 1999 in den Kader der ersten Mannschaft geholt wurde. 2000 wechselte er zu NK Hrvatski dragovoljac, wo die Mannschaft mit Platz elf den Abstieg in seiner Premierensaison gerade noch verhindern konnte. In der darauffolgenden Saison folgte der Gang in die zweithöchste Spielklasse. Nach einer Saison in der 2. Liga wechselte er Anfang der Saison 2003/04 zu Inter Zaprešić in die 1. HNL. Der Verein wurde Zweiter im Abstiegs-Play-Off und konnte den Abstieg abermals verhindern. Mit dem Vizemeistertitel 2004/05 verabschiedete er sich aus Zaprešić und wechselte zu Međimurje Čakovec, welchen er bereits nach einem halben Jahr verließ.
2006 folgte dann der Wechsel nach Russland zu Amkar Perm. In den drei Saisonen beim Amkar wurde Dujmović mit dem Verein 13., Achter und Vierter (2008). Im Januar 2009 wechselte er innerhalb der Premjer-Liga zu Lokomotive Moskau, wo das Team sich mit Platz vier für den internationalen Wettbewerb qualifizierte. Im Sommer 2010 wechselte er zu Liga-Rivalen Dynamo Moskau.
Für Kroatien absolvierte er bisher 18 Länderspiele. Er debütierte am 14. November 2009 bei einem 5:0-Sieg im Freundschaftsspiel gegen Liechtenstein. Von Nationaltrainer Slaven Bilić wurde er für die Europameisterschaft 2012 nominiert.